# ارين براون
ارين براون (بالإنجليزية: Warren Brown)‏ (و. 1978 – م) هو ممثل، وملاكم موياي تاي، من المملكة المتحدة.

## وصلات خارجية
- ارين براون على موقع IMDb (الإنجليزية)
- ارين براون على موقع أول موفي (الإنجليزية)
- ارين براون على موقع قاعدة بيانات الفيلم (الإنجليزية)